# Візантій
Про подальшу історію міста див. Константинополь, Стамбул
Віза́нтій (дав.-гр. Βυζάντιον, лат. Byzantium, тур. Bizantion) — місто на європейському березі Босфора — в місці, де він поєднується з затокою Золотий Ріг. За легендою заснований 667 року до н.е. мегарцями на чолі з Бізасом (Бізантом), який і дав місту своє ім'я.

## Історія
512 року до н. е. був приєднаний Дарієм І Великим до Персії. 500 року до н. е. пристав до Іонійського повстання, але врешті-решт добровільно повернувся під владу Дарія, виславши невдоволених до сусідньої мегарської колонії Месембрія. Остаточно звільнений від персів 478 року до н. е. об'єднаним грецьким флотом на чолі з Павсанієм.
Візантій увійшов до складу Афінської архе. У 411–409 і 405–389 рр. до н. е. тимчасово перебував під контролем Спарти. 403 року до н. е. на місто напали сусідні фракійські племена. Спартанці надіслали до міста досвідченого полководця Клеарха. Той за допомогою найманців не лише відбив напад фракійців, але й перебив міських посадовців і встановив тиранію. Спартанцям довелося надсилати до Візантія нове військо — цього разу проти Клеарха. Тиран потрапив у полон, і в місті була відновлена влада проспартанської олігархії.
364 року до н. е. місто увійшло до союзу з Фівами. 357 року до н. е. остаточно вийшло з підпорядкування Афін і створює власний союз, до якого увійшли Хіос, Родос, Кос, Селімбрія та Калхедон.
340 року до н. е. Візантій взяв в облогу Філіпп II Македонський, але місто вистояло, отримавши принагідно свій новий символ — півмісяць, завдяки якому захисники нібито вчасно побачили македонців, що збиралися йти на штурм. З Александром Великим візантійці, натомість, підтримували приязні стосунки і навіть допомагали йому кораблями.
Візантій відкинув пропозицію Лісімаха увійти до складу його держави на правах столиці. 227 року до н. е. Византій атакували кельти (галати), які згодом оселилися на північному березі Золотого Рогу. 260 року до н. е. містом намагався оволодіти Антіох II, згодом — віфінський цар Прусій I Кульгавий разом із родосцями, але марно.
146 року до н. е. місто уклало союзний договір із Римом, що захистив його від сусідніх держав, але врешті призвів до поступового підпорядкування римській владі. Остаточно Візантій увійшов до складу Римської республіки 74 р. до н. е.
193 року Візантій надав підтримку Песценнію Нігеру в боротьбі з майбутнім імператором Септимієм Севером. Той вирішив помститися, і після трирічної облоги — вперше за п'ять сторіч — місто капітулювало. Септимій Север наказав зруйнувати міські мури і позбавити Візантій усіх пільг і привілеїв. Згодом, щоправда, імператор пом'якшав, відновив деякі будівлі і навіть збудував перший іподром. Візантій спробували, вперше в його історії, перейменувати — на Августу Антоніну (на честь сина імператора), але назва не прижилася. Місто почало занепадати. До того ж 268 року Візантій знову взяли штурмом — цього разу відзначився імператор Галлієн, а через два роки місто пережило ще й навалу готів.
324 року Костянтин Великий розпочав будівництво на місці Візантія «Нового Риму», що згодом отримав назву Константинополь (дав.-гр. Κωνσταντινούπολη, лат. Constantinopolis, осман. قسطنطينيه, тур. Kostantiniyye, İstanbul). Офіційно столицю імперії на береги Босфору перенесли 11 травня 330 року.
Назва Візантій залишилася в імені держави спадкоємців Костянтина — Візантії. Проте вона є книжковою — штучно створеною істориками. Піддані імператора називали себе ромеями, а імперію — Ромейською.